# Friday Bridge
Friday Bridge – wieś w Anglii, w hrabstwie Cambridgeshire, w dystrykcie Fenland. Leży 47 km na północ od miasta Cambridge i 126 km na północ od Londynu.